# 검은귀쥐
검은귀쥐 또는 검은귀사슴쥐(Peromyscus melanotis)는 비단털쥐과에 속하는 설치류의 일종이다. 북아메리카의 토착종이다.

## 특징
검은귀쥐는 작은 사슴쥐로 전체 몸길이가 14~18cm이고, 꼬리 길이는 비교적 짧은 5~7cm이다. 몸 대부분은 황갈색부터 노랑과 갈색으로 덮여 있으며, 등쪽으로 갈수록 어두운 색조가 변하고 옆구리는 희미한 색을 띤다. 하체와 발은 순백색을 띠며, 나머지 황갈색 털로부터 분명하게 구분되는 선을 가지고 있다. 눈 주위는 검은색의 털이 둥글게 좁은 띠를 형성하는 반면에 귀는 진한 갈색부터 검은색까지 띠며 귀 끝은 희다. 꼬리는 털이 덮여 있고, 몸과 같은 색을 띤다. 적어도 같은 지역에서 여름보다 겨울에 털이 더 약간 희미하다.
겉모습이 근연종 사슴쥐(Peromyscus maniculatus)와 거의 유사하다. 종들 사이에 털과 두개골의 형태가 미묘하게 차이가 나지만 상당히 일치하는 겉모습은 이러한 특징조차도 이 두 종을 구별하는 데 신뢰성있게 사용될 수 없음을 의미한다. 두 종은 그러나 유전자 분석을 통해 구별할 수 있으며, 성공적인 교배가 불가능하다.

## 분포 및 서식지
검은귀쥐는 침엽수림 지역에서 발견되며, 멕시코 중부 산악 지대 대부분의 초원에 섞여 분포한다. 시에라 마드레 오리엔탈 산맥과 시에라 마드레 옥시덴탈 산맥에 걸친 멕시코 횡단 화산 지대와 미국 국경을 지나 애리조나주 남부의 산악 지대 속에서도 서식한다. 분포 지역 해발 2600~2900m의 암반 지대 또는 습지 서식지, 숲 덤불 지대 속에서 발견될 수 있다. 대조적으로 사슴쥐는 같은 지역의 더 낮은 경사면에서 서식하는 경향이 있으며, 일부 겹치는 부분은 협곡과 숲 가장자리에서 발견된 수 있다.

## 생태
검은귀쥐는 야행성, 잡식성 동물로, 주로 씨앗과 곤충을 먹는다. 보통과는 달리 아주 쓴 카르데놀라이드 화학물질을 견딜 수 있으며, 비교적 많은 양의 제왕나비를 섭치할 수 있다. 약 60cm 깊이의 수직 굴로 땅 표면과 연결된 약 7cm 폭의 보금자리 방으로 이루어진 굴 속에서 하루를 보낸다. 특히 두 종이 함께 발견되는 멕시코화산쥐를 쫓아내서 둥지 주위의 다른 종들로부터 영역을 지키는 것으로 보고되고 있다. 연중 번식을 하며, 최대 5마리의 새끼를 낳고 보통 3~4마리를 낳는다. 알려져 있는 아종은 없다.